# 王良智
王良智（?—1644年），本名王根子，北直人。明末军事人物，后降李自成，封确山伯。

## 生平
王根子在崇祯初年陕北农民大起义期间，多次镇压农民军有功，官至副将。

### 降闯
崇祯十六年十月，李自成率部抵西安。王根子奉命守城，因天气寒冷，明军缺乏冬衣，明秦王又不肯拿出银两置办棉衣，导致明军士卒不满；又因孙传庭战死噩耗传来，王根子遂决定投降闯军。十月十一日，在里应外合之下，闯军兵不血刃占领了西安。后王根子随李过、刘芳亮攻取陕北，王根子奉命驻守榆林。
永昌元年（1644年）正月，李自成在西安建国，国号大顺，大封功臣，王根子被封为确山伯，因避李自成家世讳，改名王良智。
夏四月，绥德守将高一功至榆林，与王良智一同增兵郧阳、保宁。五月，李自成退出北京返回陕西，是时，原明降顺将领官员纷纷降清。六月，李过、高一功至榆林，在演武场当场处杀王良智，具体原因不详，或与同清帝之间书信有关。

## 轶事
李自成进军北京期间，王良智仍镇守榆林。期间，收到清书信《致西据明地诸帅书稿》约定联合攻明。王良智以书信已拆，不便呈交李自成为由退回，并称可将书中意思奏知李自成，至于是否上奏，史无载。